# Hello Again!
Hello Again! (chino tradicional= 你有念大學嗎？, pinyin= Nǐ Yǒu Niàn Dàxué Ma?), es una serie de televisión taiwanesa emitida del 6 de enero del 2019 al 28 de abril al 2019 a través de TTV y SET Metro.

## Argumento
Durante la escuela secundaria, 100 días antes de presentar los exámenes de ingreso a la universidad, Chang Ke Ai y Yang Zi Hao hacen una apuesta: si ambos son admitidos en la misma universidad, Ke Ai llevará su mochila por un año entero. Inesperadamente Ke Ai tiene que renunciar a sus sueños universitarios para ayudar a su madre a pagar una deuda familiar. 
Diez años después, ambos se encuentran al otro lado de la calle pero en dos mundos diferentes, Zi Hao es el exitoso vicepresidente ejecutivo de "Gorgeous Department Store", mientras que Ke Ai es una vendedora ambulante que ayuda a su madre a vender ropa en el mercado. Cuando ambos se reencuentran, los sentimientos que se quedaron sin decir comienzan a resurgir.

## Reparto

### Personajes principales
| Actor                | Personaje             | Número de episodios | Notas |
| -------------------- | --------------------- | ------------------- | ----- |
| Bruce Hung           | Yang Zi Hao           | 16                  | [ 2 ] |
| Amber An             | Chang Ke Ai           | 16                  |       |
| Li Shao Xiang (邵翔) | Cai Xiao Gang         | -                   |       |
| Mao Di (毛弟)        | Liang Zi Jie, "Jamie" | -                   |       |
| Oceana Wu            | Jian Zhen Yi          | -                   |       |

### Personajes secundarios
| Actor                | Personaje     | Número de episodios | Notas |
| -------------------- | ------------- | ------------------- | ----- |
| Stanley Mei (梅賢治) | Li Jian       | -                   |       |
| Yin Fu (茵芙)        | Zheng Yin Yin | -                   |       |
| Tiffany Pan (潘奕如) | Wu Xiang Yin  | -                   |       |
| Kelly Mi (米凱莉)    | Lin Fang Jie  | -                   |       |
| Ariel Chiao (喬雅琳) | Li Xiao Tian  | -                   |       |
| Calvin Lee (地球)    | Dan Ni Er     | -                   |       |

### Otros personajes
| Actor                     | Personaje      | Número de episodios | Notas |
| ------------------------- | -------------- | ------------------- | ----- |
| Wang Pei Ying (汪沛滢)    | Jiang Wen Wen  | -                   |       |
| Jiang Yong Qi (江泳錡)    | A La A         | -                   |       |
| Liang Yan Zhen (梁妍甄)   | A Mi A         | -                   |       |
| Wang Dao Nan (王道南)     | Yang Guo Tao   | -                   |       |
| Ruby Liu (劉馨如)         | Lin Fang Ru    | -                   |       |
| Mi Na (米娜)              | Lin Fang Yu    | -                   |       |
| Hu Pei Lian (胡佩蓮)      | Zhuo Ying Ying | -                   |       |
| Pei-Chun Lin (林珮君)     | Jiang Li Hua   | -                   |       |
| Lung Tien-Hsiang (龍天翔) | Hu Ye          | -                   |       |

### Invitados
| Actor                  | Personaje     | Episodio donde apareció | Notas |
| ---------------------- | ------------- | ----------------------- | ----- |
| Michael Zhang (張勛傑) | Jiang Li Yang | 16                      |       |
| Jenny Huang (黃甄妮)   | Wang Yu Hui   | 16                      |       |

## Episodios
La serie estuvo conformada por 16 episodios, los cuales fueron emitidos todos los domingos a las 22:00-23:30hrs.

### Raitings
| Emisión               | Episodio | Calificaciones promedio | Rango |
| --------------------- | -------- | ----------------------- | ----- |
| 6 de enero de 2019    | 1        | 1.32                    | 1     |
| 13 de enero de 2019   | 2        | 1.48                    | 1     |
| 20 de enero de 2019   | 3        | 1.39                    | 1     |
| 27 de enero de 2019   | 4        | 1.37                    | 1     |
| 3 de febrero de 2019  | SP       | -                       | -     |
| 10 de febrero de 2019 | 5        | 1.34                    | 1     |
| 17 de febrero de 2019 | 6        | 1.39                    | 1     |
| 24 de febrero de 2019 | 7        | 1.60                    | 1     |
| 3 de marzo de 2019    | 8        | 1.45                    | 1     |
| 10 de marzo de 2019   | 9        | 1.58                    | 1     |
| 17 de marzo de 2019   | 10       | 1.39                    | 1     |
| 24 de marzo de 2019   | 11       | 1.46                    | 1     |
| 31 de marzo de 2019   | 12       | 1.28                    | 2     |
| 7 de abril de 2019    | 13       | 1.14                    | 2     |
| 14 de abril de 2019   | 14       | 1.31                    | 2     |
| 21 de abril de 2019   | 15       | 1.28                    | 2     |
| 28 de abril de 2019   | 16       | 1.63                    | 1     |
| Promedio              | Promedio | 1.40                    |       |

## Música
El Soundtrack de la serie estuvo conformada por 6 canciones.
La música de inicio fue "Chillaxing" interpretada por Amber An, mientras que la música de cierre fue "What's Wrong" de Eric Chou.
| No. | Artista (as)           | Canción                            | Duración |
| --- | ---------------------- | ---------------------------------- | -------- |
| 1   | Amber An               | "Chillaxing"                       | -        |
| 2   | Eric Chou              | "What's Wrong" (怎麼了)            | -        |
| 3   | Eric Chou              | "The Chaos After You" (如果雨之後) | -        |
| 4   | Eric Chou              | "Nobody But Me"                    | -        |
| 5   | Eric Chou              | "Unbreakable Love" (永不失聯的愛)  | -        |
| 6   | Xiao Pan Pan y Qi Chen | "Say I Love You" (說聲我愛你)      | -        |

## Producción
La serie contó con los directores Liu Guang Hui 柳廣輝 (ep. #1-3), Yu Qian Qian 余蒨蒨 (ep. #2-16) y Wu Meng En 吳蒙恩 (ep. #14-16), así como con los guionistas Lu Yi Hua 陸亦華 (ep. #1-3, 5-7, 10-12), Wang You Zhen 王宥蓁 (ep. #2-16), Chen Qun 陳群 (ep. #3, 5, 8-12), Lan Meng He 藍夢荷 (ep. #6-16), Mai Zhi Cheng 麥智埕 (ep. #6-16) y Ma Qian Dai 馬千代 (ep. #10-12). 
Mientras que la producción estuvo en manos de Zhang Man Na (張曼娜) y Chen Yong Lai (陳永來).
Contó con el apoyo de las compañías de producción "Sanlih E-Television" (三立電視), "Creative Jiu Jiu Film Production Co." y "Ltd 創藝玖玖電影製作有限公司".

### Emisiones internacionales
| País     | Cadenas / Canal                        | Fecha de Inicio                                           | Horario                                                                                        |
| -------- | -------------------------------------- | --------------------------------------------------------- | ---------------------------------------------------------------------------------------------- |
| Malasia  | dimsum                                 | 15 de febrero de 2019                                     | Sábado a las 11:30pm                                                                           |
| Singapur | dimsum                                 | 15 de febrero de 2019                                     | Sábado a las 11:30pm                                                                           |
| Taiwán   | TTV Main Channel Vidol iQiyi SET Metro | 6 de enero de 2019 7 de enero de 2019 12 de enero de 2019 | Domingo de 10:00 - 11:30pm Domingo a las 11:30pm Domingo a las 12:00am Sábado de 10:00-11:30pm |